# Floorball en los Juegos Mundiales de 2017
La competencia de Floorball en los Juegos Mundiales de 2017 se llevaron a cabo entre el 27 y el 30 de julio de 2017 en la WKK Arena de Breslavia, Polonia.
Este deporte, contó con una única competencia, el torneo masculino, en el cual compitieron seis selecciones nacionales.
Fue la primera vez que el Floorball participó como un deporte oficial en los Juegos, y el torneo representó su regreso al programa desde 1997, cuando fue un deporte de exhibición.

## Clasificación
El Campeonato Mundial de Floorball de 2016 sirvió para determinar a las seis selecciones participantes en el torneo de los Juegos Mundiales. Cinco cupos se repartieron de la siguiente manera, y uno estaba reservado para el país sede del evento:
| Los cuatro equipos semifinalistas:         | Suecia         | Finlandia | Suiza | República Checa |  |
| La mejor selección no europea:             | Estados Unidos |           |       |                 |  |
| El país sede de los Juegos Mundiales 2017: | Polonia        |           |       |                 |  |

## Resultados[2]

### Primera fase

#### Grupo A
| Equipo          | Pts | PJ | PG | PE | PP | GF | GC | Dif |
| --------------- | --- | -- | -- | -- | -- | -- | -- | --- |
| Finlandia       | 4   | 2  | 2  | 0  | 0  | 9  | 2  | 7   |
| República Checa | 2   | 2  | 1  | 0  | 1  | 14 | 5  | 9   |
| Polonia         | 0   | 2  | 0  | 0  | 2  | 1  | 17 | -16 |

#### Grupo B
| Equipo         | Pts | PJ | PG | PE | PP | GF | GC | Dif |
| -------------- | --- | -- | -- | -- | -- | -- | -- | --- |
| Suecia         | 4   | 2  | 2  | 0  | 0  | 23 | 0  | 23  |
| Suiza          | 2   | 2  | 1  | 0  | 1  | 17 | 3  | 14  |
| Estados Unidos | 0   | 2  | 0  | 0  | 2  | 0  | 37 | -37 |

### Fase final
| Partido por el quinto puesto | Partido por el quinto puesto | Partido por el quinto puesto | Partido por el quinto puesto | Partido por el quinto puesto | Partido por el quinto puesto |
| ---------------------------- | ---------------------------- | ---------------------------- | ---------------------------- | ---------------------------- | ---------------------------- |
| Polonia                      | 1-4                          | Estados Unidos               |                              |                              |                              |
| Semifinal                    |                              |                              |                              |                              |                              |
| Finlandia                    | 2–5                          | Suiza                        |                              |                              |                              |
| Semifinal                    |                              |                              |                              |                              |                              |
| Suecia                       | 5-2                          | República Checa              |                              |                              |                              |
| Tercer puesto                |                              |                              |                              |                              |                              |
| Finlandia                    | 2–0                          | República Checa              |                              |                              |                              |
| Gran final                   |                              |                              |                              |                              |                              |
| Suecia                       | 7–5                          | Suiza                        |                              |                              |                              |